# 伊瓦尔·奥森
伊瓦尔·安德烈亚斯·奥森（Ivar Andreas Aasen，1813年8月5日—1896年9月23日），挪威语言学家、诗人、剧作家。奥森生于挪威西海岸的厄什塔，是农夫的儿子。早年搜集民歌，后来调查挪威各地的方言。1853年出书介绍了一种新的挪威书面语形式，这就是后来的新挪威语，现在是挪威的两种官方文字之一。